# Pusztakamarás község
Pusztakamarás község (románul: Comuna Cămărașu) község Kolozs megyében, Romániában. Központja Pusztakamarás, beosztott falvai Novoly, Mezőszombattelke.

## Fekvése
Kolozs megye keleti részén helyezkedik el, a Mezőség közepén, Beszterce-Naszód megye és Maros megye határán, Kolozsvártól 50 kilométerre. Szomszédos községek: keleten Budatelke, keleten és délkeleten Nagysármás, északkeleten Katona, északnyugaton Gyeke, nyugaton és délen Mócs. Áthalad rajta az Apahidát Szászrégennel összekötő DN16-os főút, illetve a DJ 109C megyei út. A legközelebbi vasútállomás 8 kilométerre, Kissármáson van.

## Népessége
1850-től a népesség alábbiak szerint alakult:
| Lakosok száma | 1983 | 1773 | 2492 | 3028 | 3361 | 3729 | 2705 | 2782 | 2655 | 2591 |
|               | 1850 | 1880 | 1900 | 1930 | 1941 | 1977 | 1992 | 2002 | 2011 | 2021 |

A 2011-es népszámlálás adatai alapján a község népessége 2655 fő volt, melynek 69,83%-a román, 21,58%-a roma, 5,76%-a magyar. Vallási hovatartozás szempontjából a lakosság 89,64%-a ortodox, 5,8%-a református.

## Nevezetességei
A község területéről az alábbi épületek szerepelnek a romániai műemlékek jegyzékében:
- a pusztakamarási Kemény-kúria (LMI-kódja CJ-II-m-B-07544)
- a pusztakamarási református templom (CJ-II-m-B-07545)
- a pusztakamarási meggyilkolt zsidók emlékműve (CJ-IV-m-B-07857)

## Híres emberek
Pusztakamaráson születtek
- Szász István (1865–1934) mezőgazdász, mezőgazdasági szakíró
- Szász Ferenc (1880–1948) mezőgazdász, mezőgazdasági szakíró
- Sütő András (1927–2006) író
- Székely Ferenc (1951) néprajzkutató.